# Noi per la Repubblica
Noi per la Repubblica è una lista elettorale e gruppo consiliare sammarinese formato dal Partito Socialista, dal Partito dei Socialisti e dei Democratici, dal Movimento Democratico - San Marino Insieme e dal partito Noi Sammarinesi.

## Storia

### Le elezioni del 2019
Il 29 ottobre 2019 Partito Socialista, Partito dei Socialisti e dei Democratici, Movimento Democratico - San Marino Insieme e Noi Sammarinesi lanciano una lista unitaria in vista delle elezioni politiche anticipate del 2019 indette dopo lo scioglimento della coalizione Adesso.sm, vincitrice delle elezioni del 2016.
La lista ottiene il 13,13% dei voti, eleggendo 8 consiglieri In seguito al risultato elettorale e alle consultazioni tenute dal Partito Democratico Cristiano Sammarinese, primo partito alle elezioni, NPR entra nella maggioranza di gioverno insieme a PDCS, Movimento Civico R.E.T.E. e Domani Motus Liberi, ottenendo la nomina di Federico Pedini Amati del MD e di Andrea Belluzzi del PSD a Segretari di Stato

### Sviluppi successivi
Il 23 dicembre 2022 il Movimento Democratico - San Marino Insieme di Pedini Amati confluisce nel PSD.
Il 15 aprile 2023 Noi Sammarinesi lancia insieme al Movimento Ideali Socialisti una nuova formazione denominata Alleanza Riformista, cui aderiscono anche i consiglieri ex-PS Alessandro Mancini e Giacomo Simoncini; il Partito Socialista perde quindi la propria rappresentanza in consiglio.
Nel marzo 2024 la maggioranza di governo, in vista delle elezioni dei capitani reggenti per il semestre Aprile-Ottobre 2024, nomina come propri candidati il democristiano Italo Righi e il riformista Rossano Fabbri per NPR. Il Consiglio tuttavia elegge Alessandro Rossi di Demos e Milena Gasperoni del PSD grazie al voto delle opposizioni e dello stesso PSD, contrario alla nomina di Fabbri. La sconfitta della maggioranza porta a una crisi di governo e all'indizione di elezioni anticipate in cui Noi per la Repubblica si presenta spaccata: mentre Alleanza Riformista si allea col PDCS, Partito dei Socialisti e dei Democratici e Partito Socialista annunciano un accordo elettorale con Libera San Marino.

## Elezioni
| Elezione | Leader           | Voti  | %          | Seggi | +/– | Governo    |
| -------- | ---------------- | ----- | ---------- | ----- | --- | ---------- |
| 2019     | Denise Bronzetti | 2.359 | 13.13 (#4) | 8     |     | Coalizione |